# Fort l'Écluse
Le fort l'Écluse ou plus anciennement « fort de la Cluse » est construit sur l’emplacement d’un ancien château fort édifié par les sires de Gex au début du XIIIe siècle. Il est très largement agrandi au cours des XVIe et XVIIe siècles et profondément remanié au XIXe siècle pour répondre notamment à l’évolution de l’artillerie.
Construit entre le flanc de la montagne du Grand Crêt d'Eau et le fleuve Rhône, il contrôle le défilé de l'Écluse ou « pas de la cluse », à l’ouest du bassin genevois coté français. Site classé pour son intérêt naturel et pittoresque, il offre les vestiges de plusieurs siècles d’architecture militaires : tour casematée, bastions, chambres à munitions, ponts-levis, embrasures, abris sous roche… Il a la particularité d’avoir intégré la route à l’intérieur même de ses murs, de 1720 à 1933 (percement du tunnel routier actuellement en fonction).  

## Localisation

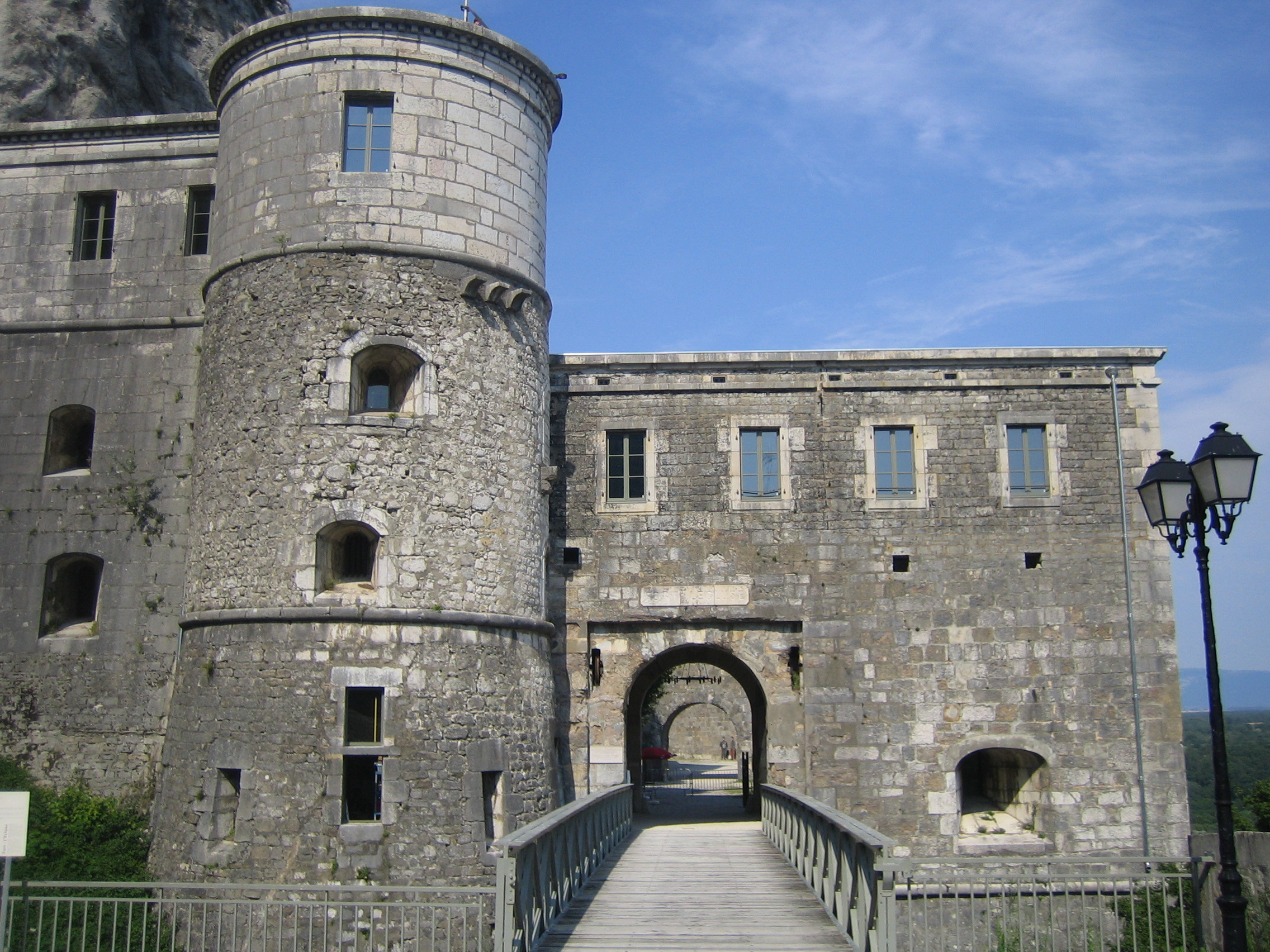
Entrée principale du fort (inférieur).

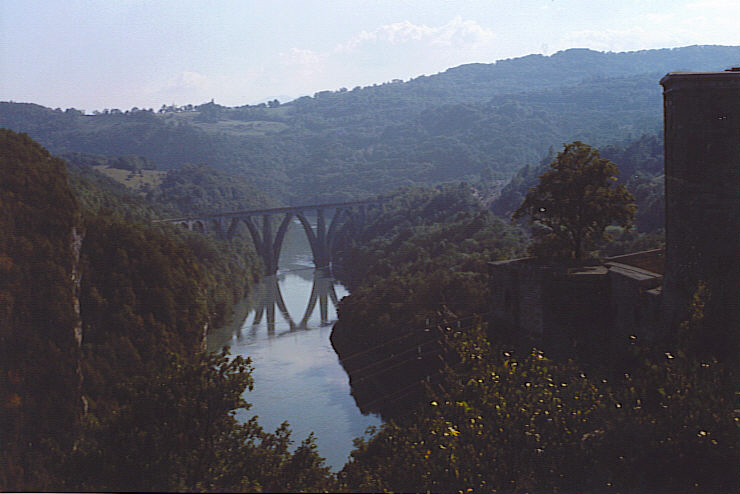
Vue sur le défilé de l'Écluse, prise depuis le fort.

Il est situé dans le département de l’Ain sur la commune de Léaz (01200) au lieu-dit « Longeray », sur la D1206,  en limite du parc naturel régional du Haut-Jura. 

## Historique

### Antiquité
Depuis l’Antiquité, le défilé de la cluse est un passage stratégique entre le territoire des Helvètes, les provinces romaines de la Gaule Transalpine et le nord de la Gaule. 
Jules César ne s’y trompera pas en décrivant le site dans son ouvrage, la Guerre des Gaules : « route étroite et malaisée, entre la montagne du Jura et le fleuve Rhône, où les chariots passaient à peine un à un ; d’ailleurs une très haute montagne la dominait, en sorte qu’une faible troupe pouvait facilement l’interdire ».
Contrairement à une légende tenace, rien n’y sera construit, du moins pas à l’emplacement actuel du fort. En -58, César fera édifier une ligne de fortification sur la rive sud du Rhône, entre Genève et le mont Vuache afin d’interdire le passage aux Helvètes en pleine migration et les forcer à emprunter le défilé. 

### Moyen Âge
Au XIIe siècle, le village de la Cluse, ainsi que le défilé qui en dépendait, appartenaient aux moines de Saint-Claude qui en reçoivent en 1184 confirmation de l'empereur Frédéric Barberousse. La même année, une chapelle fut bâtie (aujourd’hui disparue).
En 1225 les moines inféodent le village à Amédée II, seigneur de Gex, contre le fief de Divonne. Ce dernier y fait bâtir une petite tour (la fameuse tour de César), bientôt transformée en maison forte, pour contrôler le passage du Rhône, pour bénéficier du passage et du droit de péage. En effet, les personnes et les marchandises empruntaient cette importante route commerciale entre le bassin lémanique et Bellegarde. 
En 1293, Guillaume de Joinville, damoiseau, seigneur de Gex et petit-fils de Amédée II, vend la maison-forte, au comte de Savoie Amédée V, moyennant 2 100 livres de viennois. En échange, le comte de Savoie lui promet de laisser ce passage pour lui et ses gens armés.
Position stratégique de premier ordre, il fut un enjeu majeur de la guerre qui opposa le Dauphiné et le comté de Savoie entre 1282 et 1355. La maison forte est transformée en château.

### Période moderne
Vers la fin du XVe siècle, d'importants travaux de restauration et de consolidation sont entrepris, notamment par la construction d’un second fort sur la rive opposée : le fort Sainte-Victoire. Entre 1536 et 1599 le fort est de nouveau la cible de plusieurs attaques de la part des Bernois (alliés à Genève qui n’a pas encore rallié la confédération) et de la France (guerre pour le marquisat de Saluces, en Italie).
La paix signée en 1601 (traité de Lyon) voit la Savoie, la Bresse, le Bugey, le Valromey et le pays de Gex, avec le fort l’Écluse cédés à la France. Ce traité inclus également la destruction du fort Sainte-Victoire par les Savoyards.
De nouveau travaux sont entrepris. L’ancien système de défense est revu et amélioré : élargissement des fossés, renforcement des bâtiments existants et augmentation de la capacité de tir de la place par le percement d’embrasures (essentiellement orientées vers la Savoie et en direction de la Suisse). En 1690, une passerelle de bois est installée le long du mur d'enceinte du fort pour permettre le passage sans avoir à y pénétrer. Entre 1720 et 1723, d’autres travaux sont réalisés (sous la direction de l’ingénieur Biancolelli) en ajoutant entre autres une seconde enceinte au fort (actuelle fausse-brai) pour y intégrer la route.
À partir du début du XVIIIe siècle, la garnison du fort sera essentiellement composée d’invalides détachés de l'hôtel du même nom.

### Révolution, Empire et Restauration
À la fin du XVIIIe siècle, le fort fait l’objet de plusieurs projets pour renforcer la défense du secteur. L’un d’entre eux prévoyait la suppression pure et simple de celui-ci au profit de la construction d’un autre ouvrage, au hameau du Ballon (au-dessus de Bellegarde) permettant de verrouiller à la fois le passage par le Rhône et le passage par la Valserine. Dans les dernières années de l’Empire, le fort sera largement mis à contribution pour la défense du territoire. Quatre assauts se succèdent entre 1814 et 1815 :
- le 3 janvier 1814, une garnison d’invalides, sans moyen sérieux pour assurer la défense de la place, se rend à une colonne autrichienne (celle du général von Budna) ;
- le 1er mars de la même année, les soldats français du général Bardet, avec l’appui de paysans locaux contourne les défenses par le haut de l’escarpement qui surplombe le fort pour écraser la garnison autrichienne avec des rochers. Celle-ci, impuissante se rendra quasi immédiatement.
- Le 19 mars, une nouvelle colonne autrichienne se présente devant le fort et malgré une belle défense, la place est évacuée. Le fort est de nouveau occupé et évacué par les Autrichiens à la suite des accords de Paris.
- Entre le 30 juin et le 7 juillet 1815, de violents combats dans le pays de Gex et devant le fort oppose de nouveau l’armée française aux Autrichiens et le fort ne sera plus qu’un amas de ruines lorsque les Autrichiens l’occuperont de nouveau.

Dès 1820, le fort fait l’objet d’importants travaux de reconstruction et de renforcement sous la direction du chef de bataillon du génie Soyer. En 1827, la décision est prise d’augmenter la défense du site par la construction d’un second ouvrage, au-dessus du premier, pour couper court à toute tentative d’attaque par la montagne. Les deux positions seront reliées par une grande galerie souterraine de 1 165 marches comprenant de nombreuses positions de tirs et soutes à munitions. Le second fort comprend tous les aménagements nécessaires à la vie d’une garnison (cuisines, boulangerie, citernes, chambres…). Les premiers travaux sont achevés en 1841.  
De nombreux aménagements seront encore effectués jusqu’en 1847 comme les abris « Séré de Rivières » au fort du bas.
Cependant, l'annexion de la Savoie à la France en 1860 fait perdre une grande partie de la valeur stratégique du fort.

### XXesiècle
Durant la Première Guerre mondiale, le fort est occupé par une garnison de territoriaux pour surveiller le passage vers la Suisse. Le trafic routier augmentant d’année en année, la décision de dévier la circulation en dehors du fort est prise en 1930 et les travaux de percement de l’actuel tunnel routier commencent en fin de l'année 1937 pour se terminer en 1939. Sont intégrés au tunnel trois fourneaux de mine (pour le faire sauter) ainsi qu'une casemate bétonnée (pour deux canons antichars de 47 mm et deux fusil-mitrailleurs), accessibles par le premier étage des abris sous roche.
Face aux tensions grandissantes avec l'Allemagne nazie, il est décidé de créer à la mobilisation de 1939 le secteur défensif du Rhône (intégré à la ligne Maginot) comprenant le fort, qui sert de bouchon de vallée. Durant les combats de juin 1940 (la bataille des Alpes), la 3e compagnie du 179e bataillon alpin de forteresse (BAF) du capitaine Favre et la 1re batterie du 164e régiment d'artillerie de position (RAP) du lieutenant Mestrallet, tiennent tête du 21 au 25 juin à des éléments de la 13e division d'infanterie motorisée allemande tentant d’envahir le pays de Gex et la Haute-Savoie par le nord-ouest. À la suite d'une série de mauvaises interprétations de la situation et une mauvaise communication (la garnison refusant le passage des Allemands par la route), la garnison restera en poste jusqu’au 3 juillet ce qui vaudra à une grande partie de la 3e compagnie d’être incarcérée en Allemagne (91 prisonniers), jusqu’en 1945 pour les moins chanceux.
L’armée allemande occupera par intermittence le fort jusqu’en 1944. À la suite du débarquement de Normandie (6 juin 1944), l’armée secrète de l’Ain (commandée par Roman Petit) lance une vaste opération sur l’ensemble du département et réoccupe fort l’Écluse. Occupation de courte durée puisque des renforts composés de SS et de Russes (l'armée Vlassov) forceront les maquisards à quitter le fort. Le 20 août 1944, un autre groupe de treize maquisards, de Haute-Savoie cette fois, épaulés par quatre soldats américains (avant-garde de l’armée américaine débarquée en Provence le 15 août) reprendront définitivement le fort. Celui-ci sera alors transformé en centre de détention pour les prisonniers de guerre allemands jusqu’en 1947.

### Histoire récente
Laissé à l'abandon à partir de 1960, le fort est victime d'actes de vandalisme, avant d'être mis en vente. Une association, l'Association pour la Protection et la Mise en Valeur du Fort l'Écluse, est créée en 1978 avec pour objectif de réaliser des chantiers de nettoyage, de petits travaux et des animations (son et lumière, spectacles, visites guidées, expositions artistiques, etc.).
En 1981, le syndicat intercommunal des dix-neuf communes du pays de Gex achète le site pour 50 000 francs. En 1993, la décision est prise de mettre le fort en lumière ; un projet plus ancien d'y créer le « musée des Pays de l'Ain » sur le thème de la frontière n'aboutira pas, malgré la création d'expositions sur ce sujet. En 1995, une nouvelle association est créée dans le but de gérer les animations. En 1997, la propriété du fort passe à la communauté de communes du Pays de Gex chargée de la réhabilitation et de la mise en valeur du site. Elle succède en 2008 à l'association « Fort l'Écluse Animation » dans la gestion du site et des animations.

## Tourisme
Le fort se trouve dans une zone classée de 1 844 hectares. Il est possible de visiter le fort inférieur, avec ou sans guide, les week-ends d'avril à juin, tous les jours pendant la saison estivale (de mi-juin à mi-septembre), ainsi que les week-ends de septembre. Des visites (exclusivement guidées) sont possibles également hors de ces périodes et sur réservation. Pendant la saison estivale, le fort inférieur accueille des expositions et offre au public de nombreuses animations comme du théâtre et des concerts. Il est également possible de gravir les 830 marches de la galerie creusée dans la roche pour atteindre les terrasses situées sous le fort supérieur. Le fort supérieur accueille, depuis 2017, un parcours aventure. L'accès à la partie haute n'est possible que par ce biais.

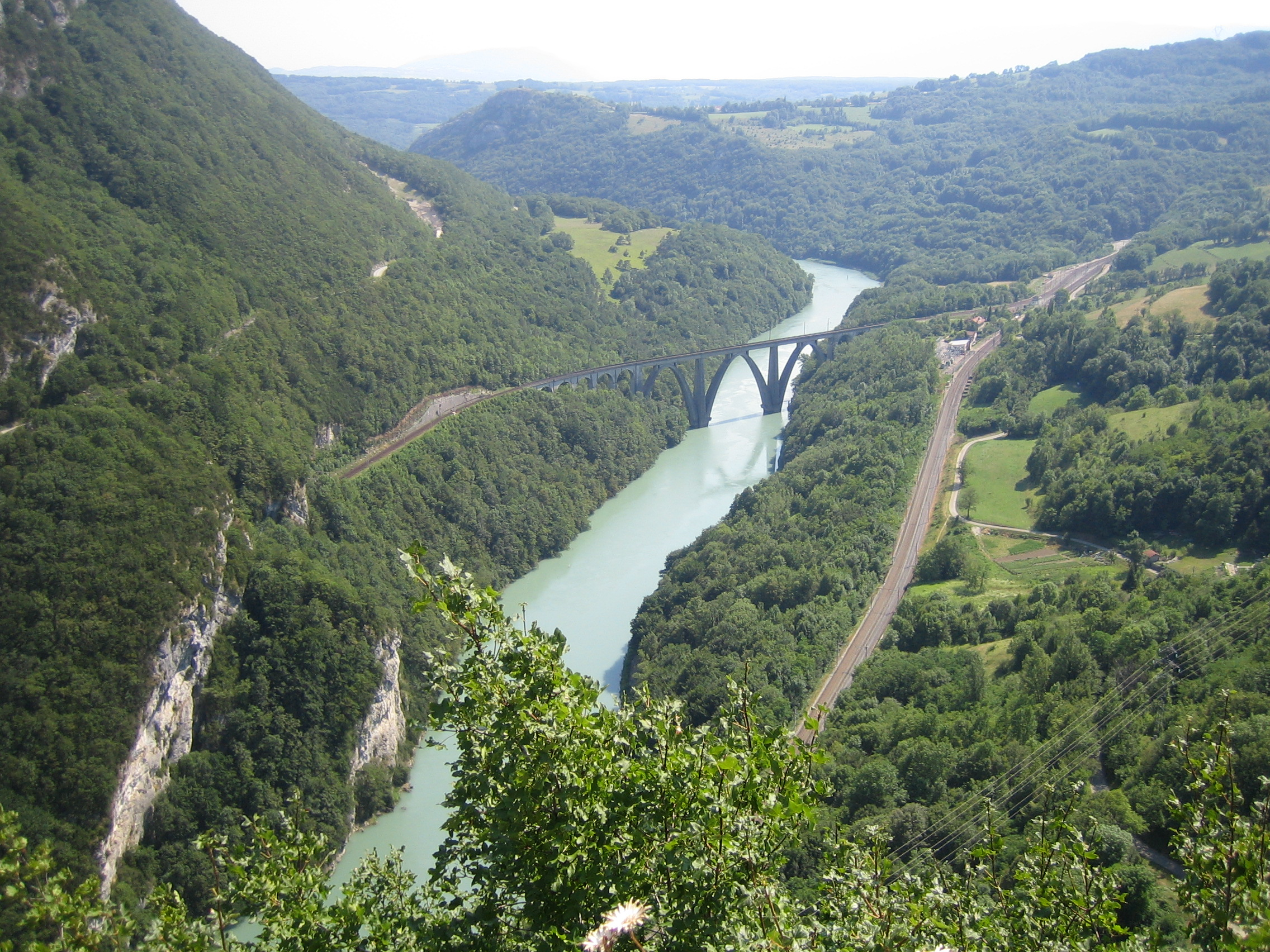
Vue du défilé de l'Écluse et du pied de la montagne du Vuache (gauche) depuis le fort supérieur.
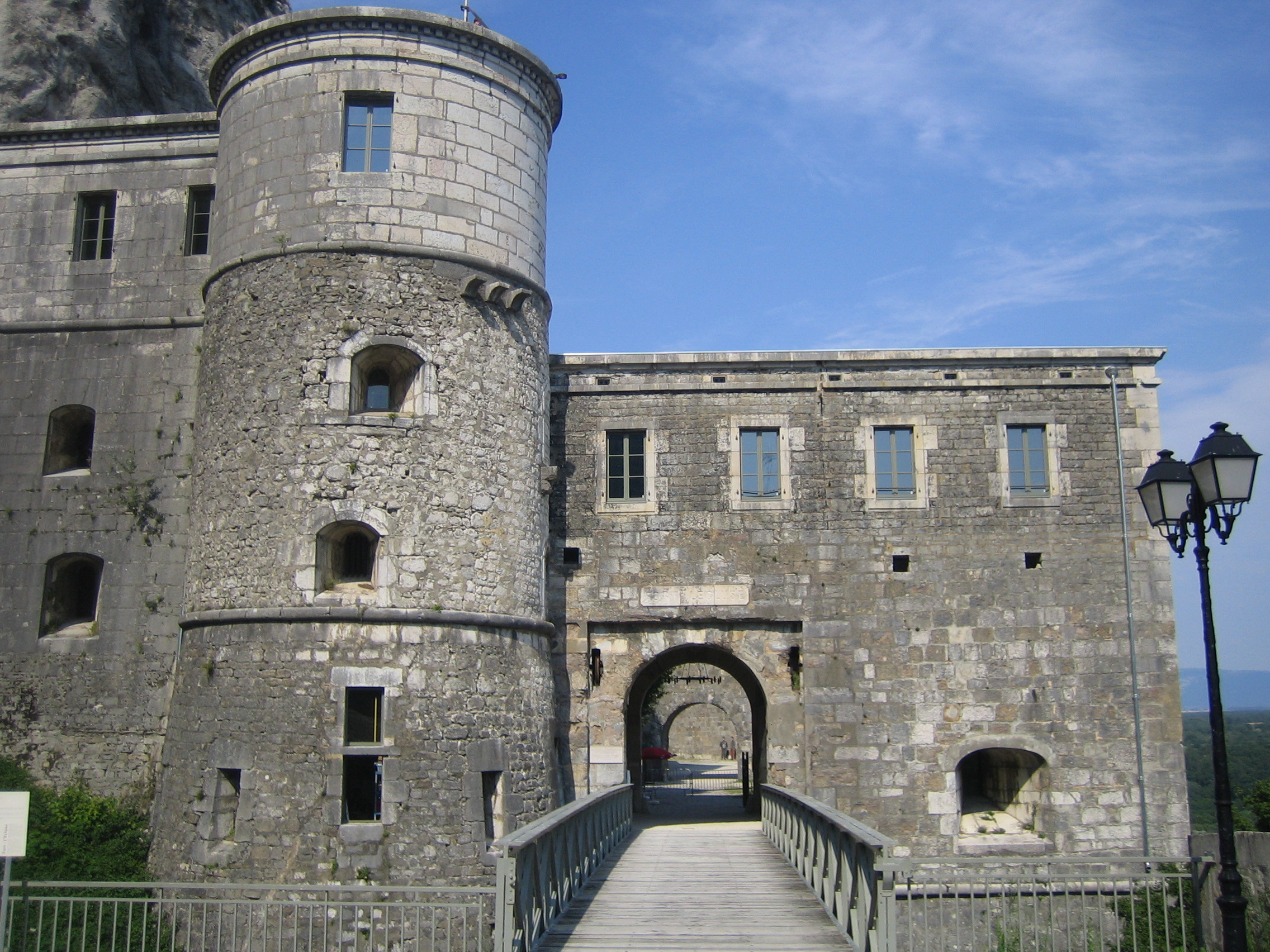
Entrée principale du fort inférieur.
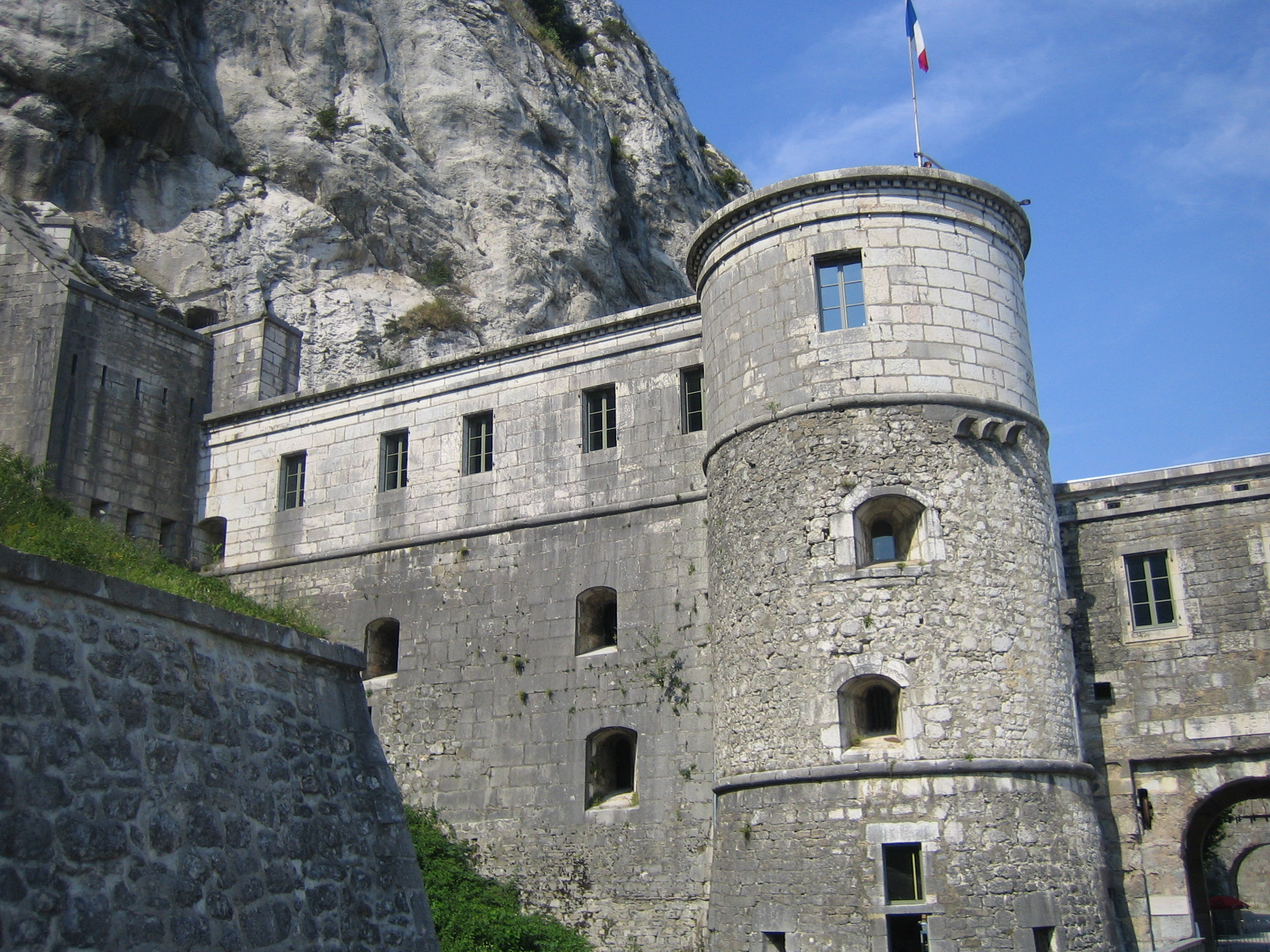
La tour du fort.
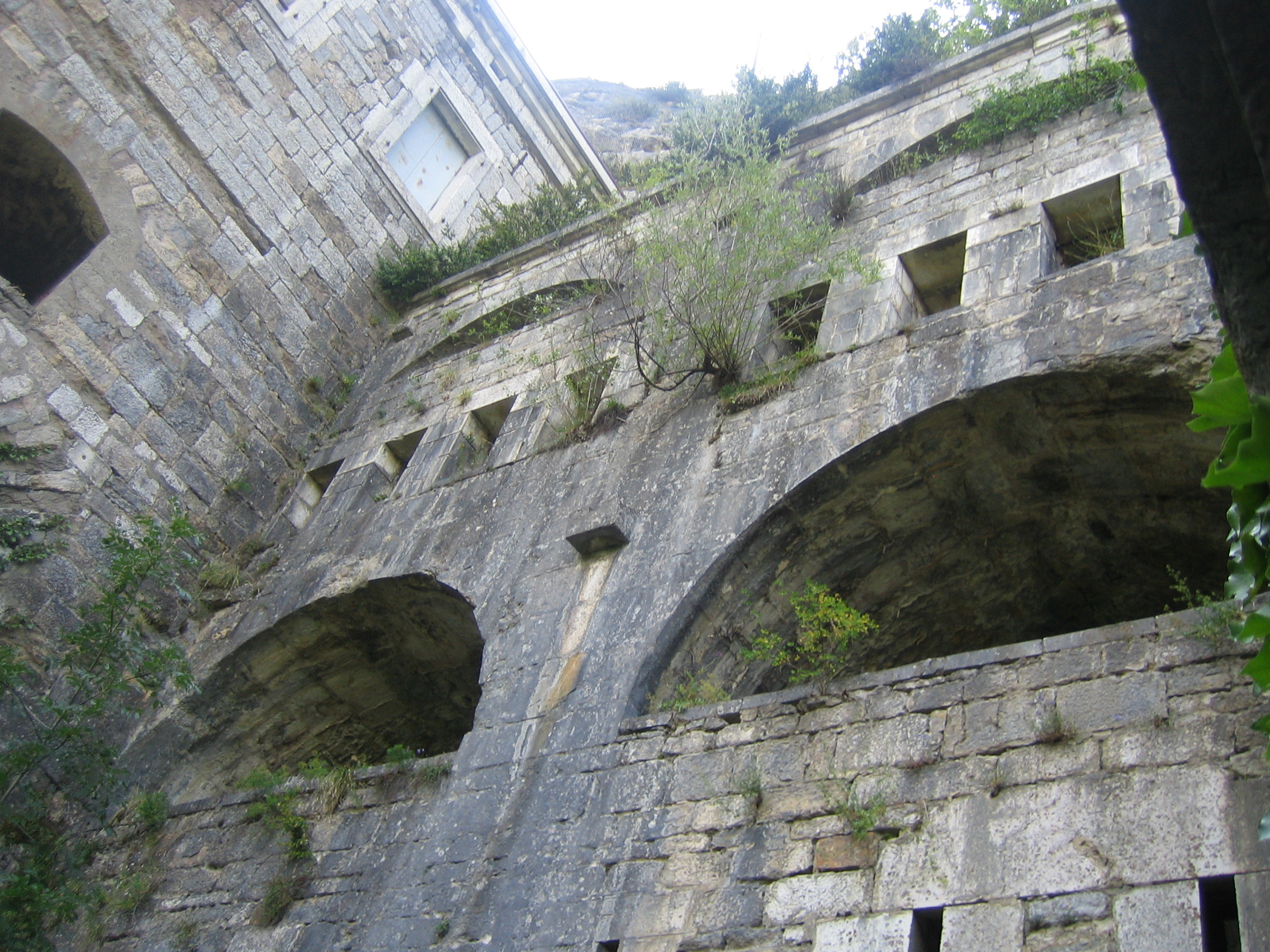
Fortifications Est du fort inférieur.
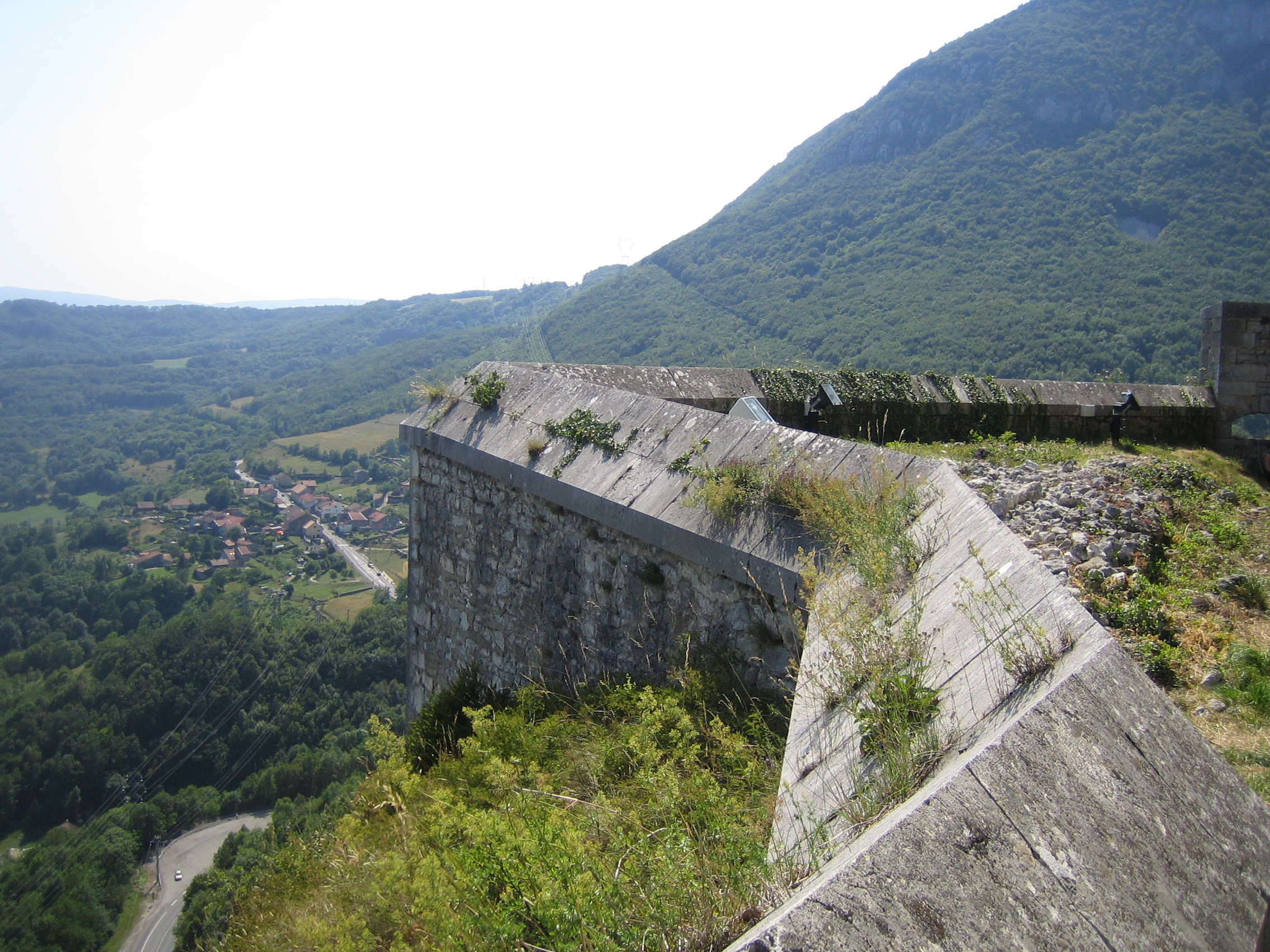
Vue vers l'ouest sur le lieu-dit de Longeray depuis le fort supérieur.
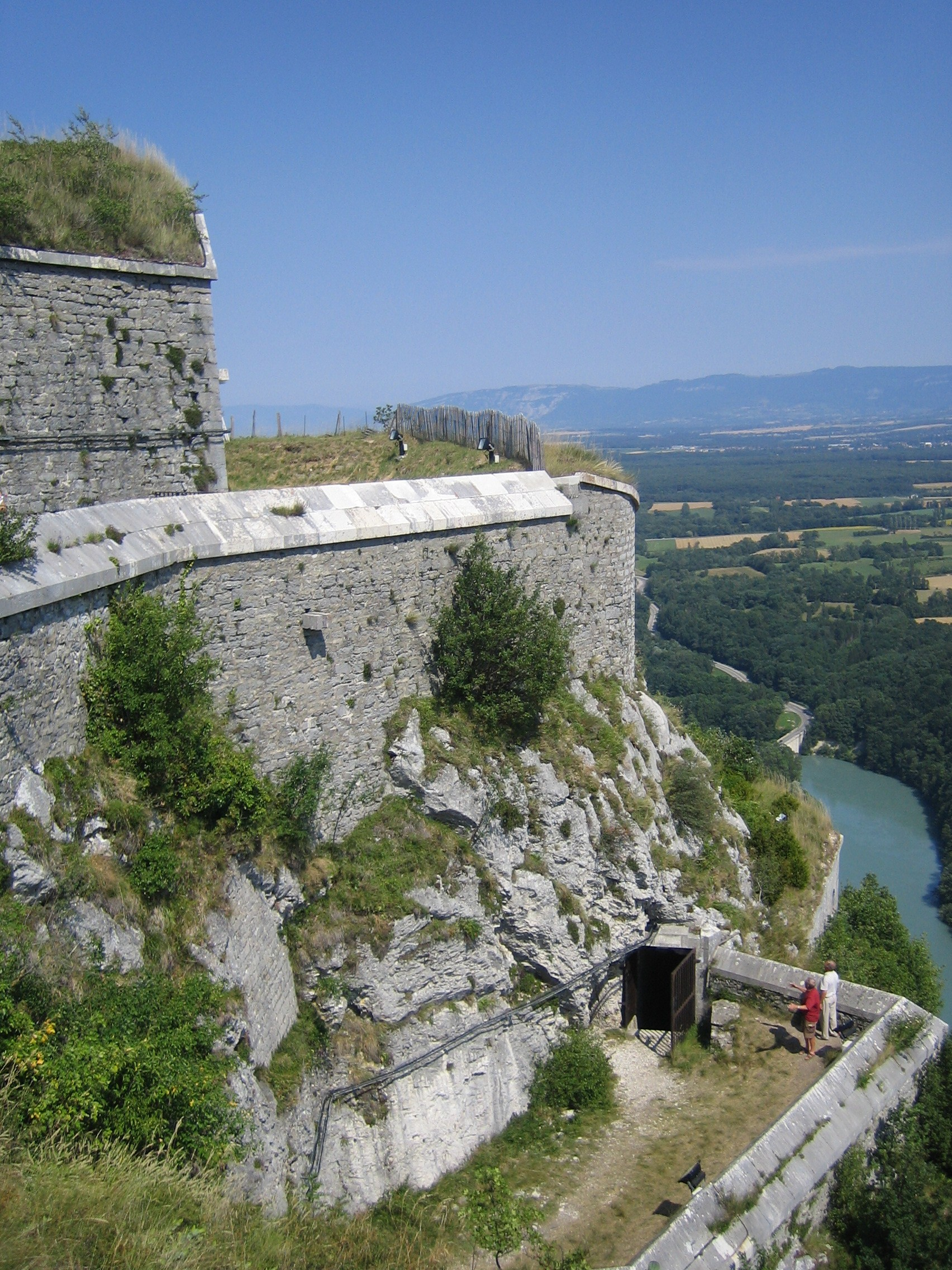
Vue vers l'est depuis le fort supérieur.
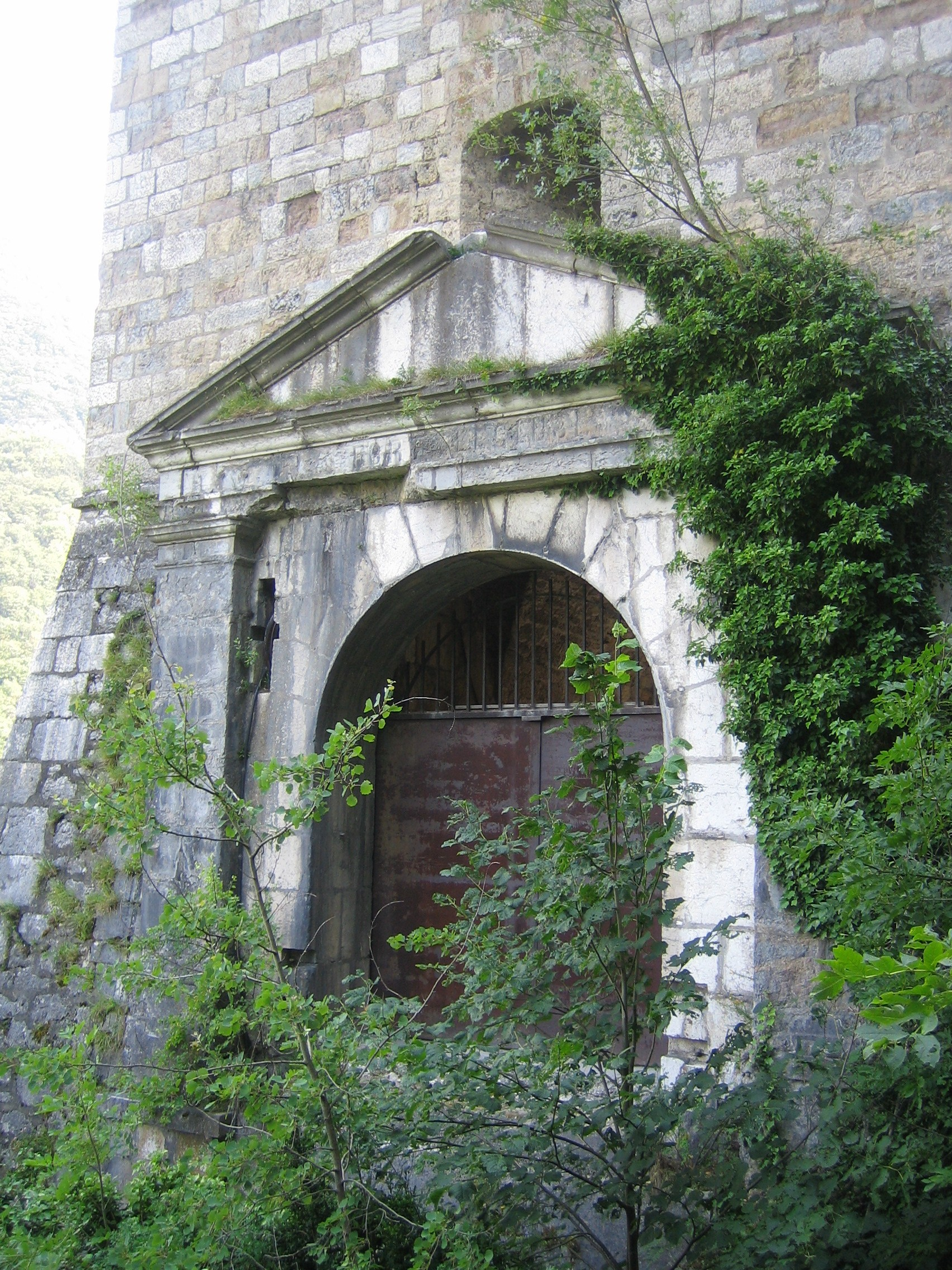
Porte de Genève (juillet 2005), entrée Est du fort inférieur aujourd'hui réhabilitée.
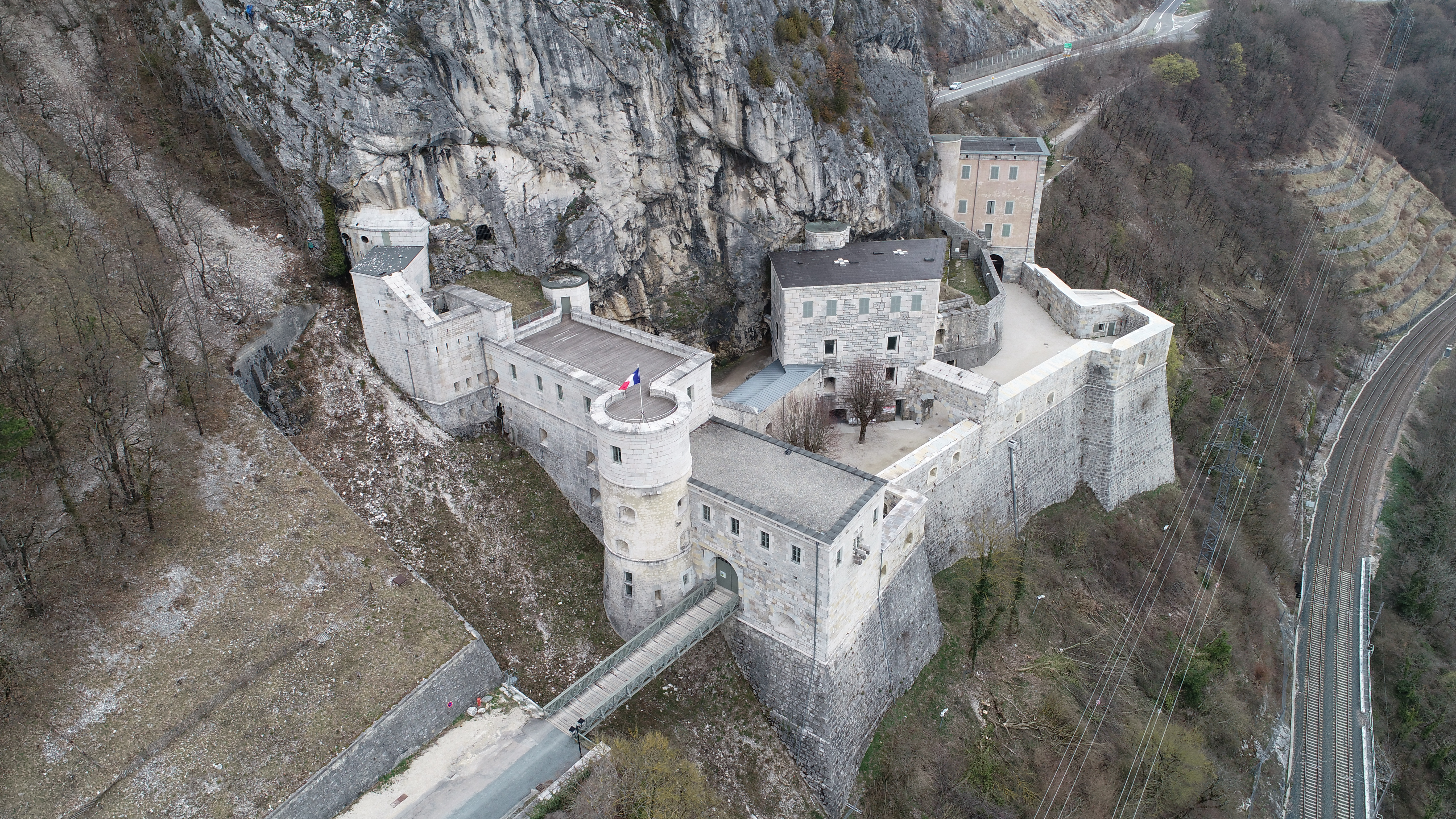
Vue aérienne.
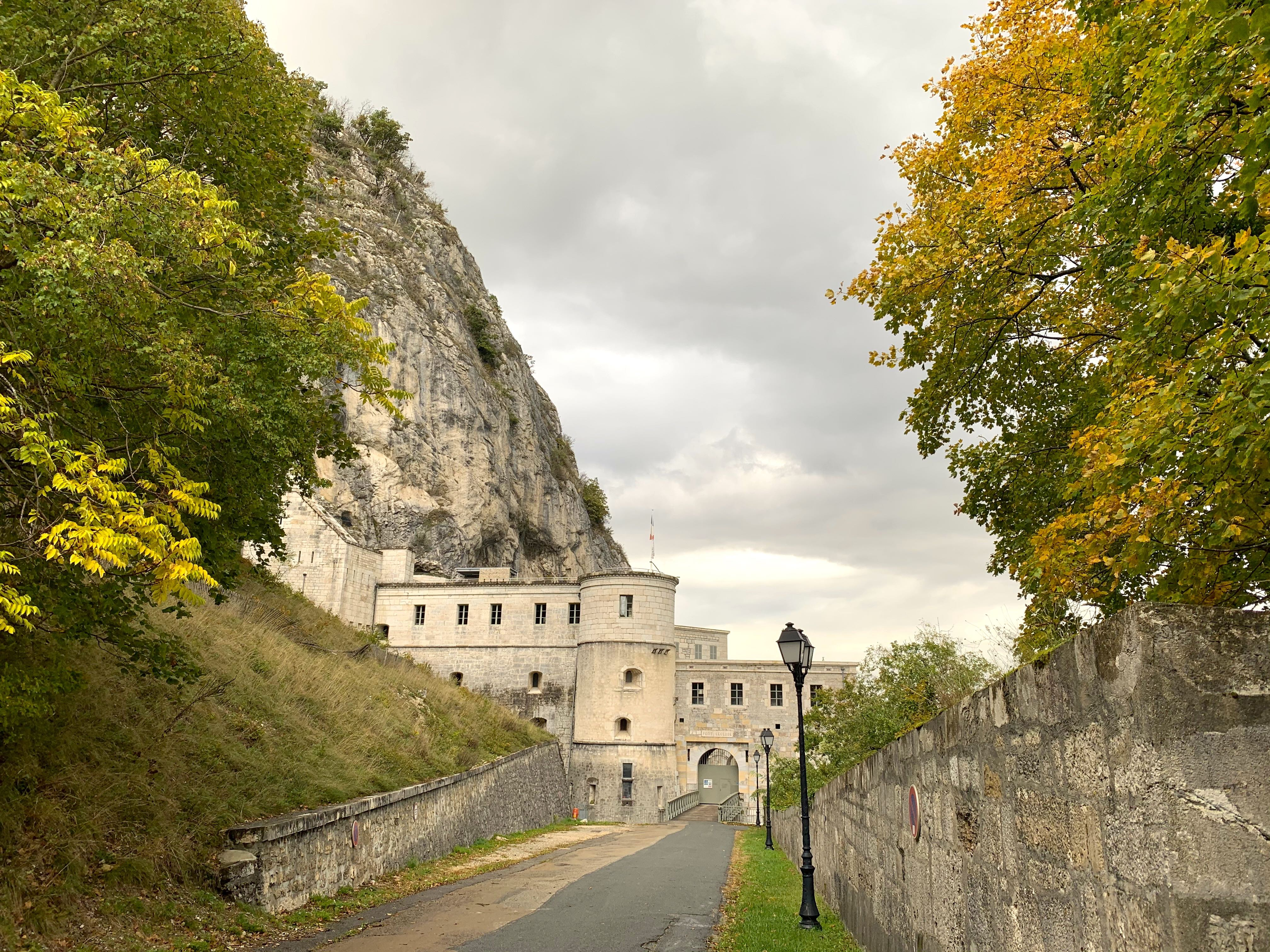
L'entrée du Fort l'Ecluse.